# توماس درير
توماس درير (بالإنجليزية: Thomas Dreier)‏ هو صحفي أمريكي، ولد في 5 مايو 1884 في دوراند في الولايات المتحدة، وتوفي في 4 سبتمبر 1976 في سانت بيترسبرغ في الولايات المتحدة.